# 濟州島折尾蝦
濟州島折尾蝦（学名：Uroptychus zezuensis）为劣柱蝦科折尾蝦屬下的一个种。